# Painter Man
Painter Man je pjesma engleskog sastava The Creation iz 1966. godine. Bila je njihov drugi i najuspješniji singl. Ušla je u Top 40 na Britansku ljestvicu singlova kasne 1966. godine. i dosegla 8. mjesto na njemačkoj top ljestvici travnja 1967. godine.
Za izvedbu se gitarist Eddie Phillips poslužio violinskim gudalom. Tu je tehniku sviranja gitare popularizirao Jimmy Page. Općenito, pjesma je bila mali hit u Ujedinjenom Kraljevstvu no daleko je bila uspješnija na kontinentskoj Europi gdje je The Creation postigao niz uspjeha.
Poslije ju je u svojoj obradi izveo Boney M 1979. godine i dosegla je 10. mjesto na britanskoj ljestvici.
Uvrstili su ju u svoj album Nightflight to Venus iz 1978. godine. Bila je objavljena u kontinentskoj Europi kao dvostruka A-strana "Rasputin"/"Painter Man" 1978. godine. U Ujedinjenom Kraljevstvu ova obrada dobila je status A-strane i izdana na 12" singlici u crvenom i u žutom vinilu. 
Skladbu je također obradio britanski post-punk sastav The Television Personalities. Izašla je na njihovom albumu iz 1982. They Could Have Been Bigger than the Beatles.

## Vanjske poveznice
- Stihovi  Arhivirana inačica izvorne stranice od 28. siječnja 2018. (Wayback Machine) na MetroLyrics